# Aleksis Kivi
Pour les articles homonymes, voir Kivi.
Œuvres principales
Les Sept Frères
Les  Cordonniers de la lande
Aleksis Kivi (né Alexis Stenvall à Nurmijärvi le 10 octobre 1834 et mort à Tuusula le 31 décembre 1872) est un écrivain national finlandais considéré comme le père de la littérature finnoise.

## Biographie
Aleksis Kivi naît dans une famille de tailleurs à Nurmijärvi dans le Grand Duché de Finlande.
Sa langue maternelle est le finnois mais ses parents parlent aussi le suédois, langue que le jeune Kivi apprend en entrant à l'école à Helsinki à 12 ans en 1846. Cela devient plus tard un avantage pour réussir son baccalauréat.
En 1852, le manque de moyens l'oblige à interrompre ses études pendant trois ans. Il continue par la suite à étudier seul et obtient son baccalauréat à 23 ans à l'automne 1857. Durant les années 1821 à 1868, seuls sept garçons de Nurmijärvi sont reçus au baccalauréat et Aleksis est le seul d'entre eux à être issu des classes populaires. En 1857, il décide d'abandonner ses rêves d'être pasteur pour devenir écrivain.
En 1859, il est accepté à l'Université d'Helsinki où il étudie la littérature et s'intéresse au théâtre.
À partir de 1863, il se consacre exclusivement à l'écriture. Toute son œuvre est écrite en finnois.
On lui doit douze pièces de théâtre et le roman Les Sept Frères qu'il met dix ans à écrire.
Les critiques littéraires, en particulier August Ahlqvist, critiquent ce livre pour sa dureté, le romantisme étant à son apogée à l'époque, mais peut-être aussi parce qu'il est écrit dans un dialecte finnois du sud-ouest alors qu'Ahlqvist préférait les dialectes de sa région d'origine du nord-est. Le Mouvement fennomane désapprouve aussi sa description d'une vie rurale peu vertueuse, description trop éloignée de leur point de vue idéalisé. Sa propension à boire beaucoup a pu aussi lui aliéner certains.
En 1865, Aleksis Kivi gagne le prix national de littérature pour Les Cordonniers de la lande (Nummisuutarit). Toutefois, l'accueil peu enthousiaste de ses livres l'affecte et le pousse à boire de plus belle. La détérioration de son état physique s'accentue alors que se développait sa schizophrénie dont on pense aujourd'hui qu'elle était causée par une borréliose.
Durant l'été 1872, Kivi s'installe chez son frère Albert Stenvall à Tuusula. Quelques mois plus tard, la veille du jour de l'an, il y meurt, à 38 ans. On lui attribue ces derniers propos : « Je vis ! »[réf. nécessaire]

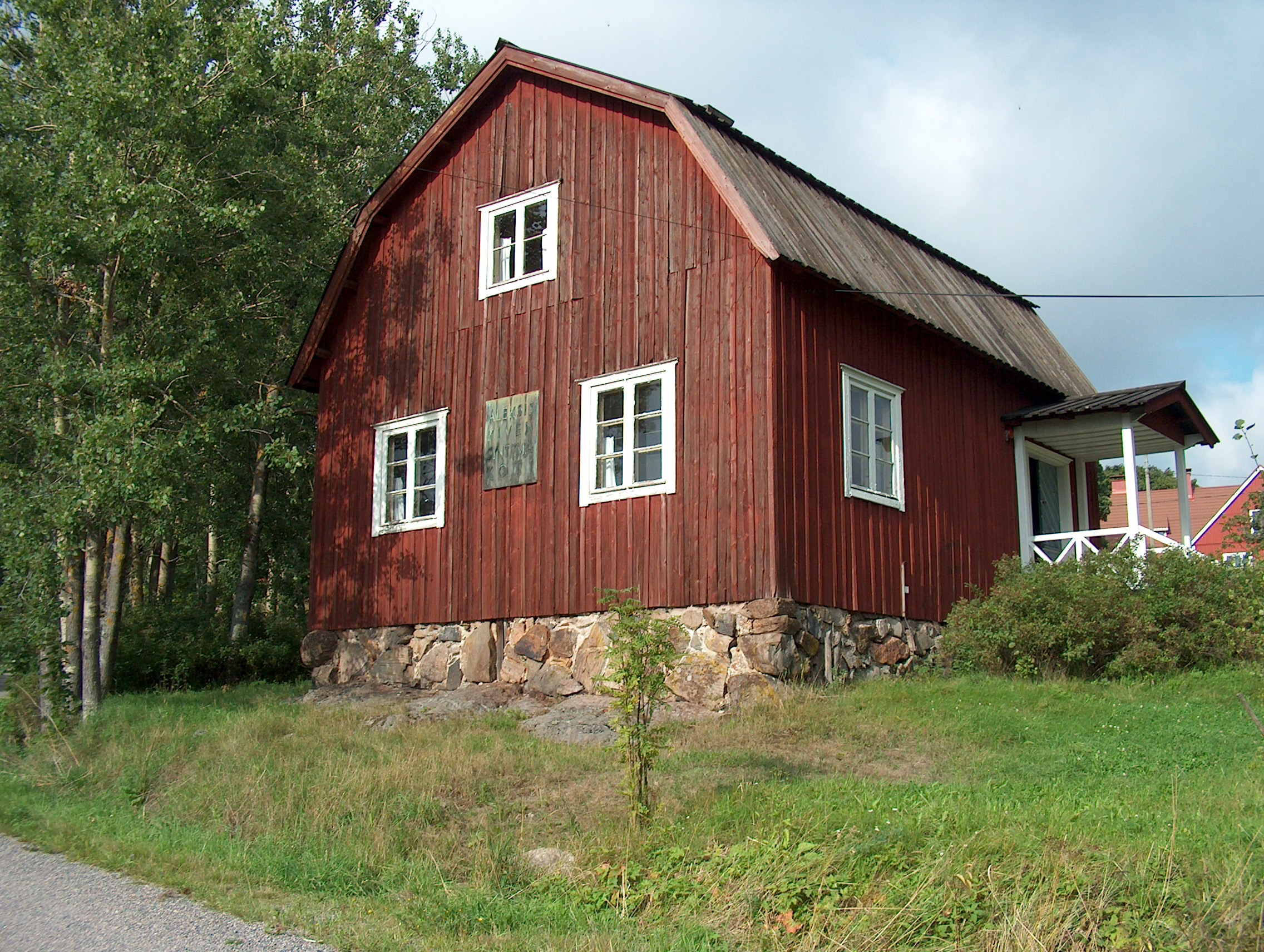
Maison de naissance d’Aleksis Kivi à Nurmijärvi.
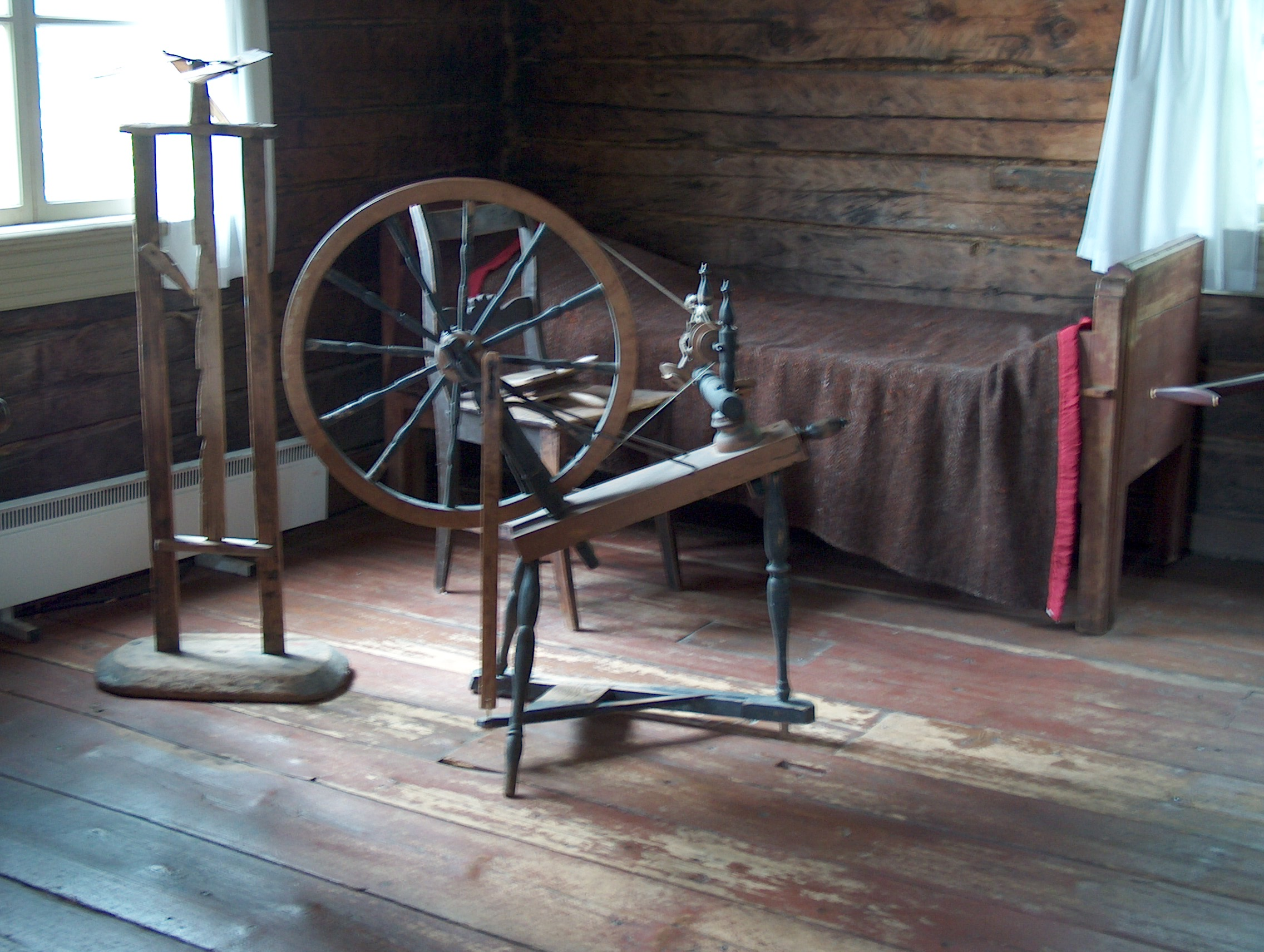
Maison de naissance d’Aleksis Kivi.
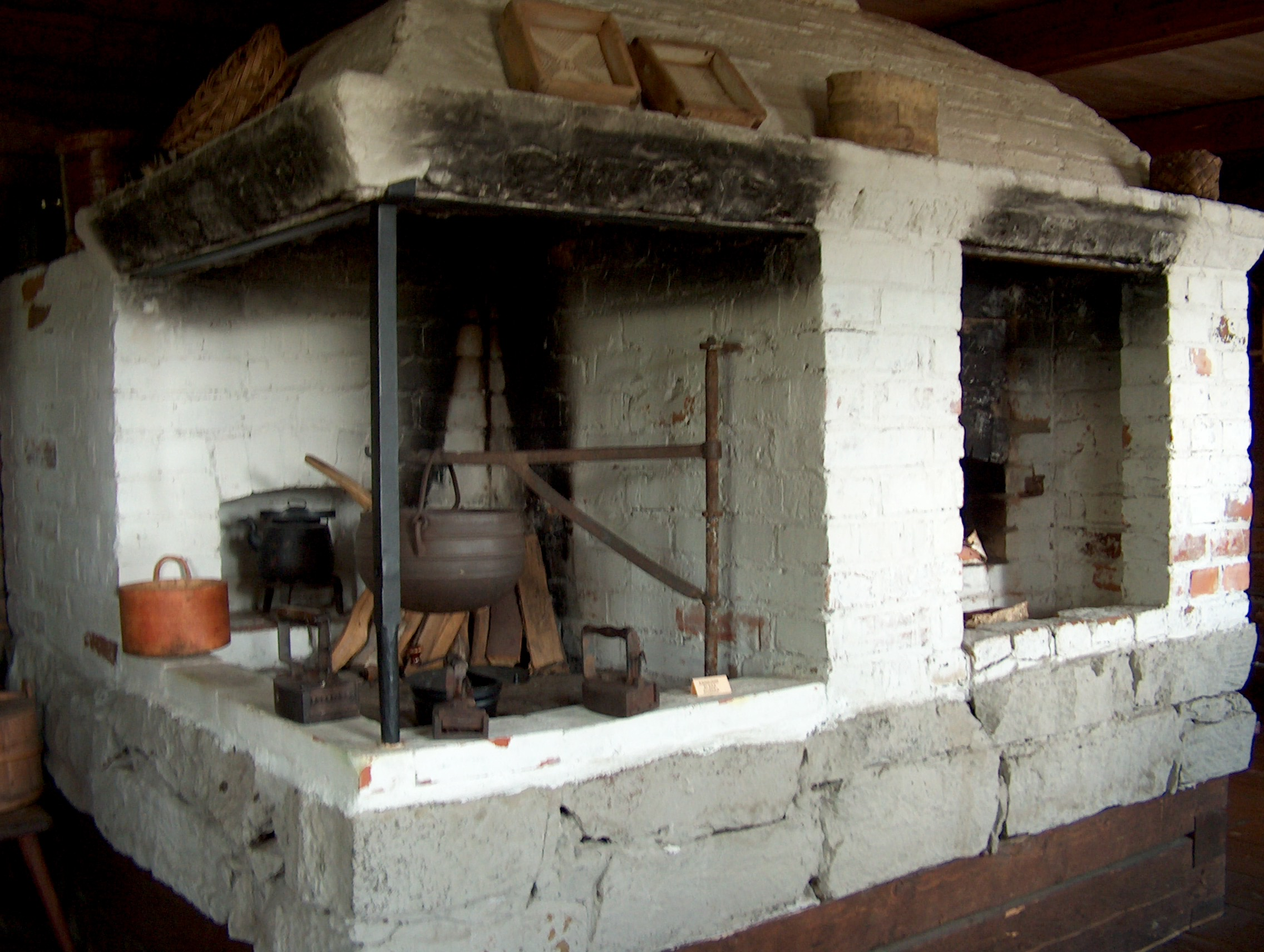
Cheminée de la maison de jeunesse.
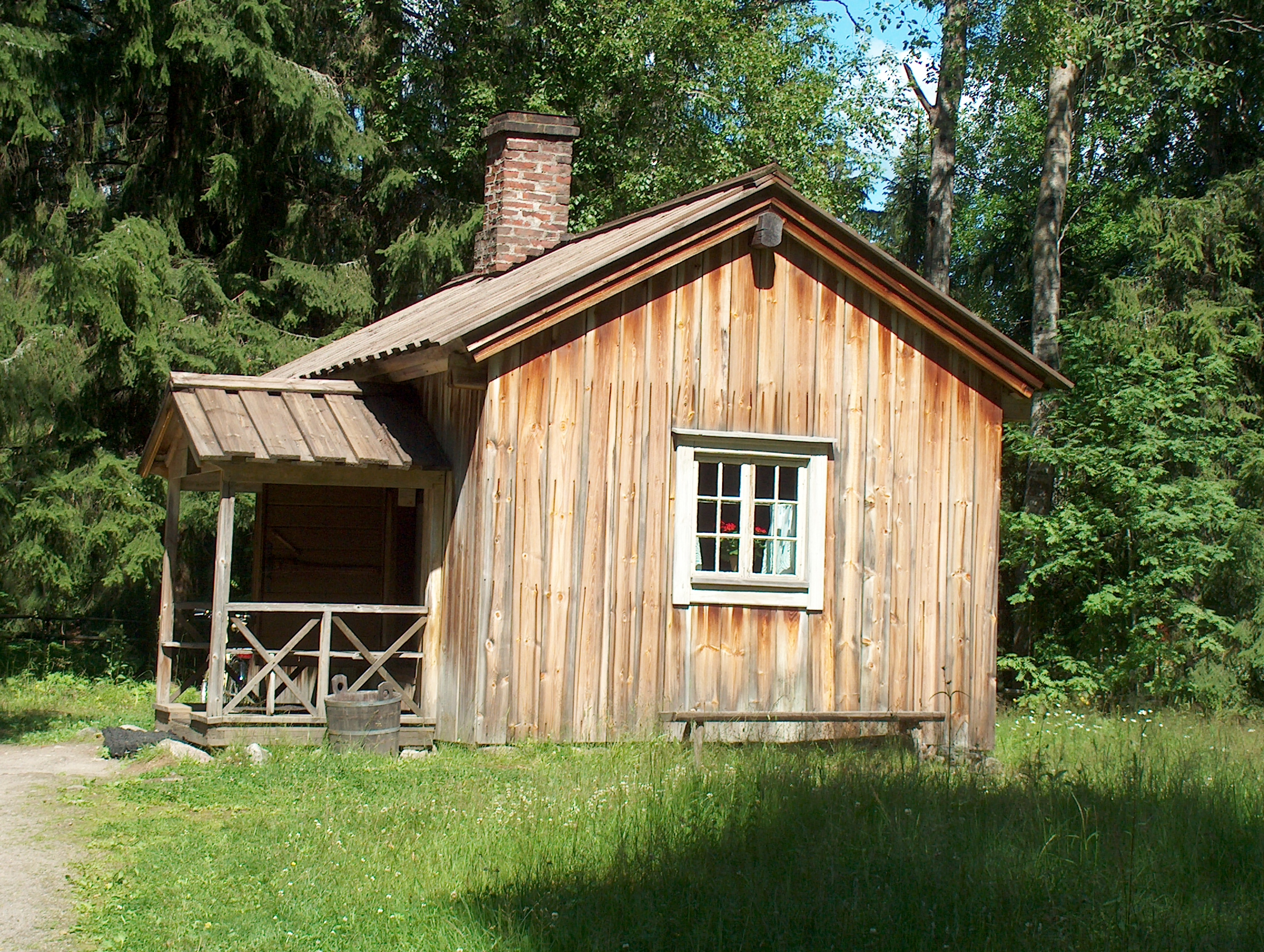
Chalet où Aleksis Kivi est mort, à Tuusulanjärvi.
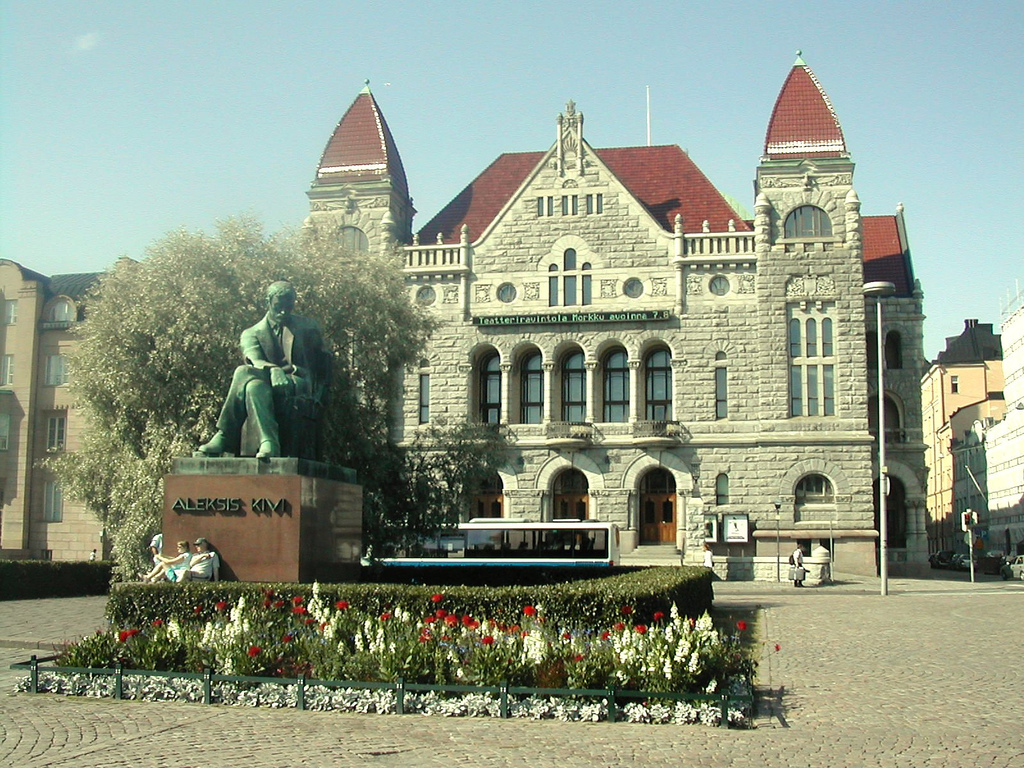
Statue d’Aleksis Kivi devant le Théâtre national de Finlande.
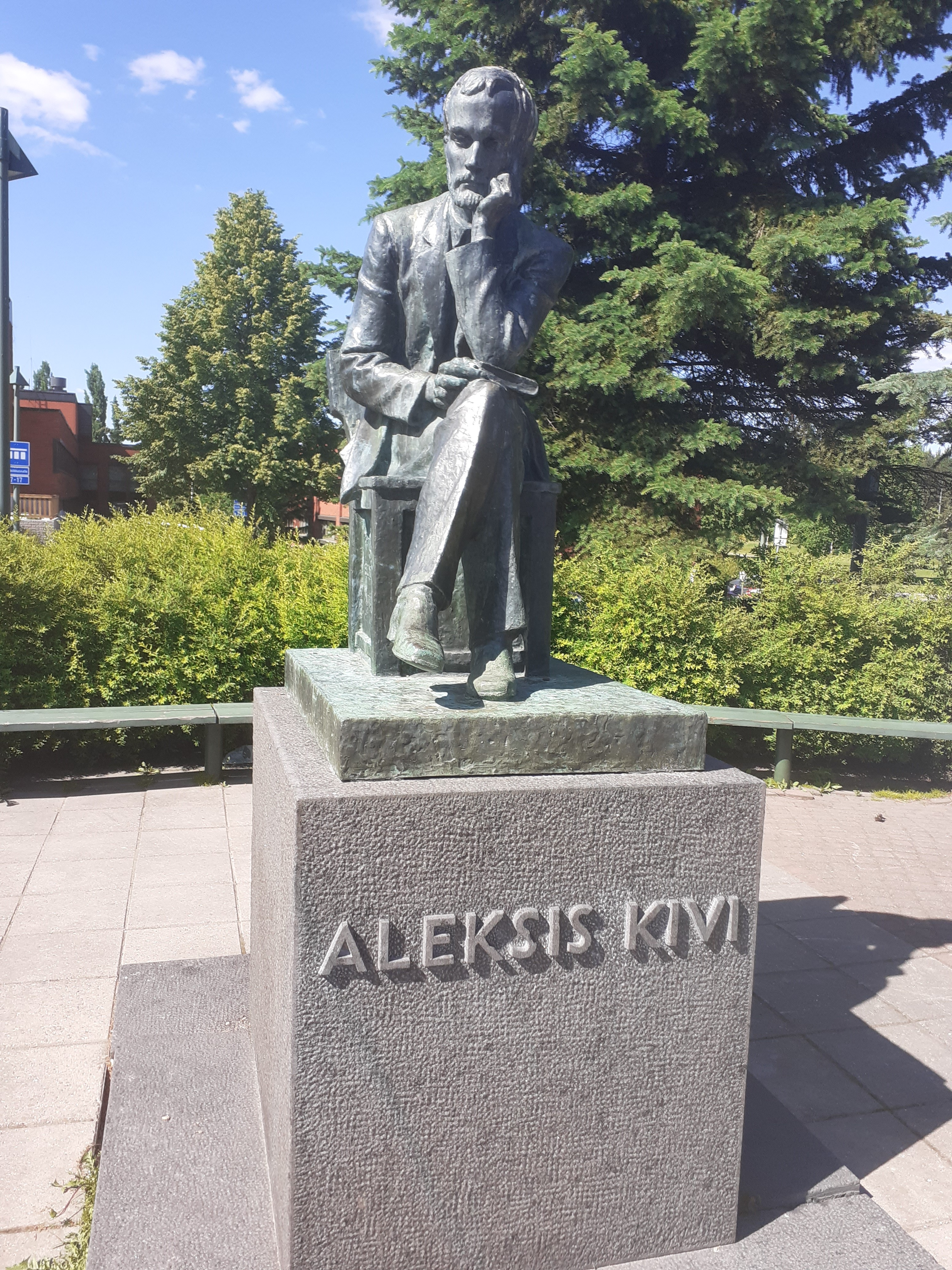
Statue d’Aleksis Kivi à Nurmijärvi.

## Son œuvre
Kivi fut la première forte personnalité de la littérature finnoise. Dans sa prose, le romantisme et la réalisme se fondaient avec perfection. Sa poésie est surtout romantique et sa prose plus réaliste. Il a été l'innovateur et le modèle pour de nombreuses générations d'écrivains.
Les meilleures pièces de théâtre de Kivi font partie du fonds programmatique du théâtre finlandais.
Des films aussi ont été réalisés à partir de ses œuvres Nummisuutarit, Seitsemän veljekset, Kihlaus et de sa vie.
Ses œuvres ont été traduites dans de nombreuses langues, notamment Les Sept frères qui a été traduit en plus de quarante langues et la pièce Kullervo qui a été traduite même en chinois.
De nombreux poèmes, pièces ou textes de chansons du roman Les sept frères sont devenues des chansons à différentes époques. Parmi ces chansons :
- Onnelliset (Jo valkenee kaukanen ranta...) ;
- Keinu, Metsämiehen laulu (Terve metsä, terve vuori...) ;
- Oravan laulu (Makeasti oravainen...) ;
- Sydämeni laulu ;
- Seitsemän miehen voima (Kiljukoon nyt kaikkein kaula...) ;
- Mitä minä huolin et de nombreuses autres[4].

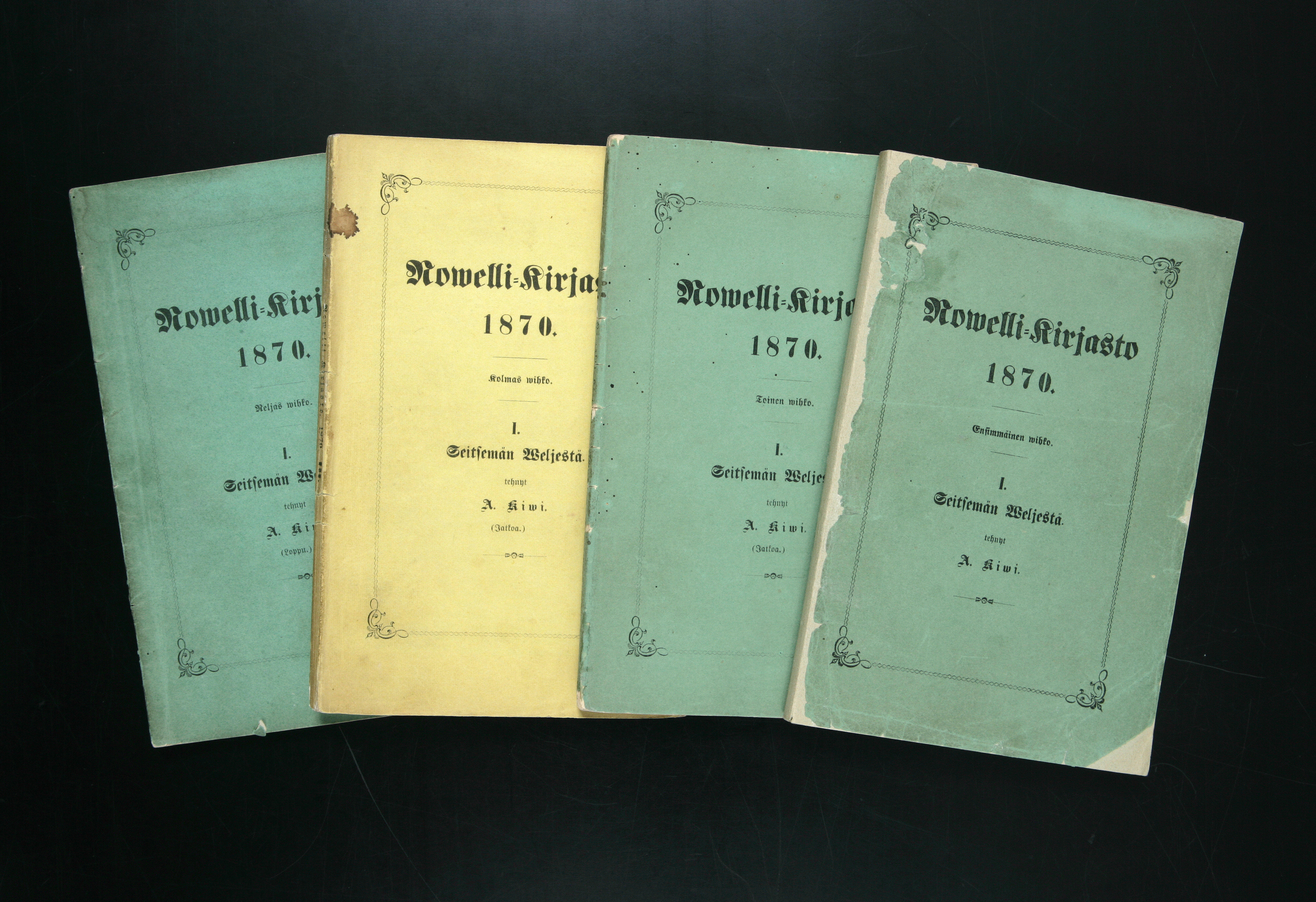
Première édition du roman Les Sept Frères.
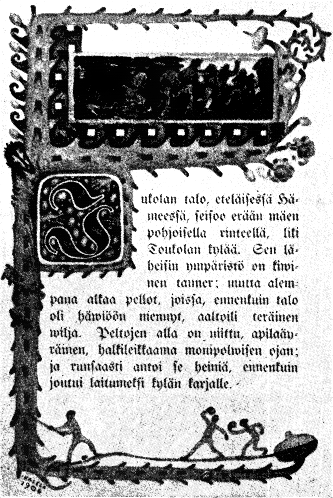
Première page du roman Les Sept Frères.
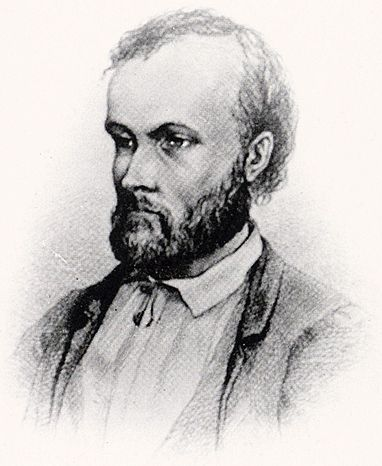
Portrait d'Aleksis Kivi attribué à Albert Edelfelt (1873).
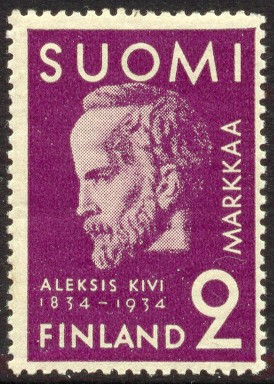
Timbre postal.

## Œuvres

### Pièces de théâtre
- Kullervo, Gummerus, 1864, 108 p. (ISBN 978-952-215-338-8), inspirée du Kalevala, l'épopée nationale finnoise,
- Lea, Wiipurin Suomalainen Kirjallisuusseura, 1869
- Nummisuutarit, Suomalaisen kirjallisuuden seura, 1864, 146 p. (ISBN 9789517461283), l'une des pièces de langue finnoise les plus populaires)
- Karkurit, Suomalaisen kirjallisuuden seura, 1865
- Kihlaus (1866)
- Olviretki Schleusingenissa (1866)
- Yö ja päivä (1866)
- Margareta
- Canzio
- Leo ja Liina

### Romans
- Seitsemän veljestä, Otava, 1870, 367 p. (ISBN 9789511251279), un roman épique majeur de la littérature finnoise,

### Recueil de poèmes
- Kanervala

### Œuvres complètes
- Kootut teokset 1, Suomalaisen kirjallisuuden seura, 1916, 518 p. (ISBN 951-717-343-1)
  - Koto ja kahleet (1922)
  - Seitsemän veljestä
  - Eriika
  - Vuoripeikot
- Kootut teokset 2, Suomalaisen kirjallisuuden seura, 1916, 518 p.
  - Kihlaus (1866)
  - Yö ja päivä (1866)
  - Margareta (1867)
  - Kullervo
  - Nummisuutarit
  - Karkurit
  - Lea
- Kootut teokset 3, Suomalaisen kirjallisuuden seura, 1916, 518 p.
  - Alma
  - Canzio
  - Leo ja Liina
  - Olviretki Schleusingenissa (1866)
  - Selman juonet
- Kootut teokset 3, Suomalaisen kirjallisuuden seura, 1916, 518 p.
  - Poèmes
  - Lettres

### Ouvrages publiés en français
- Aleksis Kivi, Les Sept Frères [« Seitsemän veljestä »], Stock, coll. « Bibliothèque Cosmopolite », 1985, 255 p. (ISBN 2234018323)
- France Verrier (ill. Édouard Lekston), Les 7 frères de Finlande, une adaptation des Sept Frères d'Aleksis Kivi, L'Harmattan, coll. « Jeunesse », 2006 (ISBN 2296003559)
- Aleksis Kivi, Les Cordonniers de la lande : Comédie en cinq actes [« Nummisuutarit »], Publications orientalistes de France, 1989 (ISBN 978-84-273-0599-1)

## Distinctions et reconnaissance
- Prix national de littérature en 1865.
- Chaque année, le 10 octobre, on fête en Finlande la Journée d'Aleksis Kivi qui est aussi la Journée de la littérature finlandaise.
- Statue d'Aleksis Kivi, 1939
- le 7 avril 1941, est instituée la Société Aleksis Kivi (fi)  dont le siège est à Helsinki.
- Créé en 1949, le relai de la Jukola tire son nom du roman Les Sept Frères.
- En 1995-1996, le compositeur Finlandais Einojuhani Rautavaara écrit l'opéra Aleksis Kivi sur la vie et l'œuvre d'Aleksis Kivi.
- En 2002, Jari Halonen (en) réalisé, écrit et produit le film biographique Aleksis Kiven elämä (fi) (littéralement « La Vie d'Aleksis Kivi »).